# 義大利憲法法院

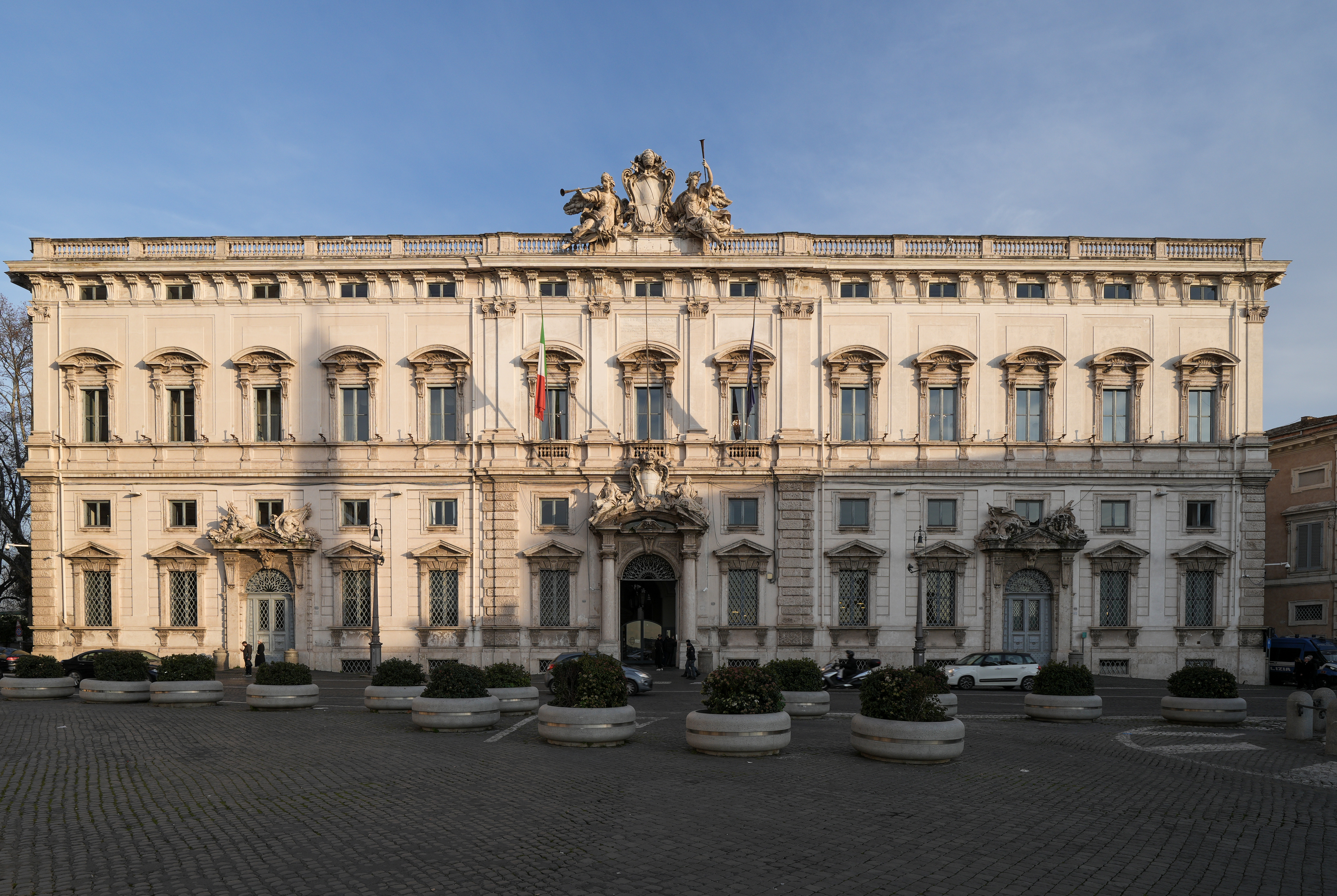
康蘇塔宮

意大利宪法法院（義大利語：Corte costituzionale）是意大利转为共和制后设立的宪法保障机构，獨立於義大利最高法院設立。其职权有: 核实国家和地方法律是否合宪；解决国家权力之间、国家与地区之间、地区之间的权力归属冲突；审判对意大利总统的指控；验证废除公投的可接受性。其办公地点位于罗马的康蘇塔宮，因此也俗称"Consulta"。

## 组成
法院由15名法官组成，其选举由各个机构负责：五名法官由议会选举，五名法官由共和国总统选举，五名法官由三所学院选出，其中包括最重要的司法机构。最初他们的任期持续十二年，后来减少到九年。法院法官选举其中一名担任宪法法院院长，具有协调职能，任期三年。自 2023 年 12 月 12 日起，主席为奥古斯托·巴贝拉(Augusto Barbera) 。
尽管1948年意大利宪法对此作出了预见，但法院一直受到制宪会议几名成员的质疑，他们对一个小机构有能力废除议会已通过的法律感到困惑；因此，《宪法》为随后决定法院运作的普通法留下了空间。这些于 1953 年发布。由于议会选举的五名法官所需的法定人数过高，宪法法院于1955年才成立，并于1956年举行了第一次听证会，其成立时间进一步推迟。

## 延伸阅读
- 義大利最高法院